# Pseudendestes namdaphaensis
Pseudendestes namdaphaensis es una especie de coleóptero de la familia Zopheridae.

## Distribución geográfica
Habita en la India.